# صبحاء القديمة
صبحاء القديمة؛ هو مركزٌ إداري تابعٌ لمحافظة القويعية في منطقة الرياض، ويصنف من فئة (ب) ورمزها 1230.